# Polycera fujitai
Polycera fujitai is een slakkensoort uit de familie van de Polyceridae. De wetenschappelijke naam van de soort is voor het eerst geldig gepubliceerd in 1937 door Baba.